# Nadbiskupska palača u Kaštel Sućurcu
Nadbiskupska palača je stara utvrda u Kaštel Sućurcu. Nalazi se na adresi Obala kralja Tomislava 4, Kaštel Sućurac.

## Povijest
Sagrađena je u 15. stoljeću.
Splitski nadbiskup Ivan Zanetti 1474. godine sklapa ugovor o popravku građevina na svom posjedu u Dilatu (u Kaštel Sućurcu). Graditelji su se obavezali popraviti i pojačati kulu nadbiskupa Gualda.U ugovoru se spominje i kuća (nadbiskupska palača). Splitski nadbiskup Bartolomeo Averoldo 1488. godine zidovima (bedemima) povezuje sve građevine do tada sagrađene u jednu cjelinu, u Kaštilac. Palača je ranije sagrađena na nasutom terenu u moru, zbog toga je obrambeno krunište s ophodom dodano s vanjske strane zidova, što je rijedak primjer u srednjovjekovnom graditeljstvu.  Kaštilac naseljavaju izbjeglice iz starog sela Sućurca, prenoseći naziv sela u novo naselje unutar zidina Kaštilca. Tijekom vremena ophod je srušen, umjesto puškarnica otvoreni su renesansni prozori, a balkon je zamijenio breteš iznad morskih vrata (južni ulaz u Kaštilac).

## Zaštita
Pod oznakom P-5178 zavedena je kao nepokretno kulturno dobro - pojedinačno, pravna statusa preventivno zaštićena kulturnog dobra, klasificirano kao "profana graditeljska baština". Nije pod zaštitom UNESCO-a.

## Galerija
- Maketa Nadbiskupova kaštela: pogled s mora
- Maketa Nadbiskupova kaštela: pogled na krov i dvor
- Maketa Nadbiskupova kaštela: pogled s kopna